# 10 Universal City Plaza
10 Universal City Plaza (10 UCP) är en 36 våningar hög skyskrapa i belägen i Universal City i Los Angeles County, Kalifornien. Byggnaden är med sina 188 meter den 23 högsta i Los Angeles.  Byggnaden används som kontor, och färdigställdes 1984. Den är byggd i en modernistisk stil. 2013 köpte telekommunikationskoncernen Comcast byggnaden. 10 Universal City Plaza har tidigare haft namnen Getty Oil Building och MCA-Getty Building.